# Jamaica en los Juegos Olímpicos de Pyeongchang 2018
Jamaica estuvo representada en los Juegos Olímpicos de Pyeongchang 2018 por 3 deportistas que compitieron en 2 deportes. Responsable del equipo olímpico fue la Asociación Olímpica de Jamaica, así como las federaciones deportivas nacionales de cada deporte con participación.
La portadora de la bandera en la ceremonia de apertura fue la piloto de bobsleigh Jazmine Fenlator-Victorian. El equipo olímpico jamaiquino no obtuvo ninguna medalla en estos Juegos.